# Anisocoria
 Der er for få eller ingen kildehenvisninger i denne artikel, hvilket er et problem. Du kan hjælpe ved at angive troværdige kilder til de påstande, som fremføres i artiklen.

Anisocoria er et symptom som ses ved at højre og venstre pupil ikke er samme størrelse. Symptomet kan være  harmløst, men kan også indikere fejlmedicinering eller sygdom.
| Sygdom | Spire Denne artikel om sygdom er en spire som bør udbygges. Du er velkommen til at hjælpe Wikipedia ved at udvide den. |